# Літтл-Вулф (Вісконсин)
Літтл-Вулф (англ. Little Wolf) — місто (англ. town) в США, в окрузі Вопака штату Вісконсин. Населення — 1400 осіб (2020).

## Демографія
Згідно з переписом 2010 року, у місті мешкали 1424 особи в 557 домогосподарствах у складі 435 родин. Було 614 помешкання
Расовий склад населення:
| - 98,9 % — білих - 0,1 % — корінних американців - 0,1 % — чорних або афроамериканців - 0,1 % — азіатів |

До двох чи більше рас належало 0,4 %. Частка іспаномовних становила 2,3 % від усіх жителів.
За віковим діапазоном населення розподілялося таким чином: 21,8 % — особи молодші 18 років, 64,2 % — особи у віці 18—64 років, 14,0 % — особи у віці 65 років та старші. Медіана віку мешканця становила 43,7 року. На 100 осіб жіночої статі у місті припадало 109,1 чоловіків;  на 100 жінок у віці від 18 років та старших — 112,4 чоловіків також старших 18 років.
Середній дохід на одне домашнє господарство  становив 71 779 доларів США (медіана — 61 875), а середній дохід на одну сім'ю — 79 275 доларів (медіана — 73 917). Медіана доходів становила 44 536 доларів для чоловіків та 32 417 доларів для жінок. За межею бідності перебувало 8,1 % осіб, у тому числі 19,9 % дітей у віці до 18 років та 4,1 % осіб у віці 65 років та старших.
Цивільне працевлаштоване населення становило 745 осіб. Основні галузі зайнятості: виробництво — 37,4 %, освіта, охорона здоров'я та соціальна допомога — 19,5 %, сільське господарство, лісництво, риболовля — 10,2 %, транспорт — 5,5 %.